# Riccardo Dei Rossi
Riccardo Dei Rossi (* 6. Februar 1969 in Triest) ist ein ehemaliger italienischer Ruderer, der eine olympische Medaille und vier Weltmeisterschaftsmedaillen gewann.

## Sportliche Karriere
Der 1,91 m große Riccardo Dei Rossi belegte bei den Junioren-Weltmeisterschaften 1986 und 1987 mit dem Doppelvierer jeweils den fünften Platz. Bei den U23-Weltmeisterschaften 1988 gewann er mit dem Doppelvierer die Silbermedaille, 1989 folgte der sechste Platz im Doppelzweier. 1990 siegte Dei Rossi mit dem Achter bei den U23-Weltmeisterschaften, bei den Weltmeisterschaften 1990 ohne Altersbegrenzung belegte Dei Rossi mit dem Achter den siebten Platz, 1991 belegte der Achter den neunten Platz. Bei der olympischen Regatta 1992 ruderte der italienische Vierer ohne Steuermann mit Riccardo Dei Rossi, Carmine La Mura, Rocco Pecoraro und Luca Sartori auf den achten Platz.
Bei den Weltmeisterschaften 1993 belegten Riccardo Dei Rossi, Carmine La Mura, Raffaello Leonardo und Valter Molea den siebten Platz im Vierer ohne Steuermann. 1994 rückte Carlo Mornati als Schlagmann für La Mura ins Boot und bei den Weltmeisterschaften 1994 gewann der italienische Vierer den Titel vor den Franzosen und den Briten. 1995 in Tampere verteidigten die vier Italiener den Titel vor den Briten und den Polen. Bei den Olympischen Spielen 1996 siegten die Australier vor den Franzosen und den Briten, die vier Italiener belegten den sechsten Platz. 
Bei den Weltmeisterschaften 1997 belegten Valter Molea, Riccardo Dei Rossi, Raffaello Leonardo und Marco Penna den fünften Platz. 1998 rückten Lorenzo Carboncini und Carlo Mornati für Leonardo und Penna in den Vierer, der bei den Weltmeisterschaften die Bronzemedaille hinter Briten und Franzosen gewann. 1999 in St. Catharines siegten erneut die Briten, die Italiener gewannen hinter den Australiern die Bronzemedaille. Bei den Olympischen Spielen 2000 in Sydney gewannen die vier Italiener die Silbermedaille hinter den Briten aber vor den Australiern.